# Bas Jongenelen
Dr. Adrianus Johannes Bastianus (Bas) Jongenelen (Roosendaal, 1968) is een Nederlandse schrijver, dichter, letterkundige, docent en uitgever. Zijn sterk uiteenlopende oeuvre omvat o.a. romans, dichtbundels, kinderboeken, (populair-)wetenschappelijke boeken en onderwijsleerboeken.

## Levensloop
Jongenelen studeerde af op Werther Nieland van Gerard Reve en promoveerde in 2019 op humor in de vroegmoderne Nederlanden. Hij werkte eerder als docent Nederlands aan het Johan de Witt-gymnasium te Dordrecht en werkt sinds 2005 als docent aan de Fontys Hogescholen in Tilburg, waar hij Nederlandse letterkunde doceert.

## Werk
Jongenelens romans hebben vaak een sterk experimenteel karakter, waar hij als dichter juist een voorkeur heeft voor het klassieke sonnet. Zowel zijn proza als zijn poëzie wordt getekend door een milde maar eigenzinnige, soms zelfs absurdistische humor en een sterk relativeringsvermogen.
Naast boeken onder louter zijn eigen naam publiceerde Jongenelen de nodige titels met andere schrijvers en stelde hij verschillende verzameldichtbundels samen. Zo schreef hij meerdere dichtbundels samen met de Rotterdams-Zeeuwse dichteres Anne-Marie Maartens. Met Martijn Neggers publiceerde hij Een kruisweg van alledaags leed - de eerste sonnettenkransenkrans in de geschiedenis van de wereldliteratuur. Met enkele van zijn studenten schreef hij de experimentele roman De vele facetten van Adrie Vermetten onder het pseudoniem Brod Buwalski.
Door enkele critici is geopperd dat Bas Jongenelen achter het pseudoniem Evi Aarens zou zitten. Verschillende aanwijzingen zouden daarop kunnen duiden, maar concrete bewijzen zijn vooralsnog niet geleverd.
Jongenelens wetenschappelijke oeuvre richt zich veelal op verschillende aspecten van de Nederlandse literatuurgeschiedenis.

## Als samensteller
- Een kruisweg van alledaags leed - De eerste sonnettenkransenkrans in de geschiedenis van de wereldliteratuur (samenstelling Bas Jongenelen / Martijn Neggers, Uitgeverij Geroosterde Hond, ISBN 9789490855154)
- Een kruik vol oude pis - Bloemlezing Tilburgse sonnetten (Uitgeverij Geroosterde Hond, 2017, ISBN 9789490855192)
- Vaderlandse geschiedenis (Samenstelling Bas Jongenelen / Hilde van Beek, Stichting Korreltje Zeezout, 2018, ISBN 9789402169935)
- De liefde: een met gif gevulde beker (Samenstelling Bas Jongenelen / Anne-Marie Maartens, Stichting Korreltje Zeezout, 2019, ISBN 9789402185386)
- Problemen, dingen, zooi en tribulaties (Stichting Korreltje Zeezout 2020, ISBN 9789464183184)
- Sportgedichten - Een sonnettenkransenkrans (Samenstelling Bas Jongenelen / Marino van Liempt, Uitgeverij Geroosterde Hond, 2021, ISBN 9789464480627)